# نسخة موثقة (فلم)
نسخة موثقة (بالإنجليزية: Certified Copy) و (بالإيطالية: Copia conforme) و (بالفرنسية: Copie conforme) الفيلم من إخراج وتأليف وسيناريو «عباس كيارستمي» وبطولة الفرنسية «جولييت بينوش» و «وليام شيمل» مغنى الأوبرا البريطاني في أول أدواره على الشاشة  ويحكي الفيلم عن كاتب وسيدة صاحبة معرض للانتيكات في «توسكاني» الإيطالية تتطور علاقتهما بشكل غريب وغير متوقع من خلال حوار يستمر على مدار الفيلم. الفيلم أنتاج فرنسي إيطالي بلجيكي ليظهر في مهرجان "كان" عام 2010 وتحصل «جولييت بينوش» على جائزة أفضل ممثلة.
صدر الفيلم في فرنسا في 18 مايو 2010 (مهرجان كان السينمائي)، وصدر إلى دور العرض الفرنسية في 19 مايو 2010
صدر في إيطاليا في 21 مايو 2010 
صدر في ألمانيا في يونيو 2010 (مهرجان ميونيخ السينمائي الدولي)
صدر في جمهورية التشيك في 6 يوليو 2010 (مهرجان كارلوفي فاري السينمائي الدولي)
منح موقع قاعدة بيانات الأفلام على الإنترنت (IMDB) الفيلم درجة 7.2/ 10.
منح موقع قاعدة بيانات الأفلام العربية "السينما.كوم" الفيلم درجة 6.5/ 10.

## أحداث الفيلم
الكاتب الإنجليزي «جيمس ميلر» (الممثل وليام شيميل) يلقى كلمة في ندوة لتسويق كتاب له عنوانه «نسخة موثقة» والكتاب يبحث في موضوع أصالة القطعة الفنية والذي يرى الكاتب أنها ليست ذات مغزى حيث أن كل قطعة فنية حتى وان كانت تقليد لقطعة قديمة فهي في حد ذاتها أصلاً لقطعة فنية! تحضر الندوة سيدة فرنسية (الممثلة جولييت بينوش) تعيش في إيطاليا مع ابنها (11 سنة) ولا نعرف اسمها حتى نهاية الفيلم. السيدة تعمل بتجارة الانتيكات وتترك الندوة وتترك رقم تليفونها لشخص لتسلميها للكاتب «جيمس ميللر» ليوقع لها عدد من نسخ كتابه كهدايا لأصدقائها. يضايق الولد امه ويقول لها أنها تحب الكاتب «ميللر» وتنكر ذلك. يحضر الكاتب إلى معرض الانتيكات وتعرض عليه السيدة معرضها ولكن تتغير الخطة لكي تنطلق بسيارتها لتريه معالم المنطقة بدلا من البقاء في المعرض. في السيارة يبدأ الكاتب في توقيع نسخ كتابه ويوقع أيضًا نسخة لأخت السيدة التي تدعى «مارى» ويشتبك الكاتب مع السيدة في حوار عن الأصالة والبساطة ويدلل الكاتب على رأيه بأن حتى لوحة «موناليزا» هي نسخة للسيدة التي رسمها «ليوناردو دافنشي». في إحدى المقاهي يبتعد الكاتب ليجيب على تليفونه وتتحدث السيدة مع صاحبة المقهى التي تنصحها كيف تعامل الزوج وقد ظنت أن الكاتب «ميلر» هو زوج السيدة التي تتحدث عنه وكأنه زوجها ومنذ هذه اللحظة يبدأ الكاتب «ميلر» والسيدة الحديث وكأنها متزوجان في خلاف ومحاولة كل منهم أثبات خطأ الأخر. نجد السيدة تتحدث بالفرنسية ويرد عليها الكاتب بالإنجليزية. في لقاء مع رجل وزوجته عند إحدى التماثيل ينفرد الرجل وهو أكبر سنا من الكاتب لينصحه أن السيدة تحتاج لمسة حانية كأن يضع يده على كتفها أثناء السير. يصطحب الكاتب «ميلر» السيدة إلى مطعم وهو واضع يده على كتفها وتستأذن هي للدخول للحمام لوضع احمر شفاة ووضع قرط بأذنيها. يزداد الاختلاف بينهما ويذهبا إلى فندق قد اقاما به ليلة عرسهما وتبدأ السيدة في استرجاع ذكرياتهما بينما لا يتذكر الكاتب أي من هذه الذكريات. تنصح السيدة الكاتب بأن يتقبل كل منهما أخطاء الآخر. يعلن الكاتب أن لديه موعد قطار ويدخل الحمام ينظر للمرآة وتدق أجراس الكنيسة.

## الممثلون
- جولييت بينوش: في دور «السيدة»
- وليام شيميل: في دور «جيمس ميللر»
- جان كلود كاريير: في «دور الرجل في الميدان»
- اجاثا ناتانسون: في دور «السيدة بالميدان»
- جيانا جياشتى: في دور «صاحبة المقهى»
- ادريان مور: في دور «الابن»
- انجلو بارباجاللو: في دور «المترجم»
- فيليبو ترويانو: في دور «عريس»
- مانويلا بالسيميلي: في دور دور «العروس»[14][15][16]

## إنتاج الفيلم
جمعت الصداقة بين المخرج «عباس كيارستمي» والممثلة الفرنسية «جولييت بينوش» في منتصف التسعينات وتولدت لديهم رغبة في عمل مشترك بل أن «بينوش» ظهرت لفترة وجيزة في فيلم «كيارستمي» التجريبى«شيرين»! عرض «كيارستمي» على«بينوش» رواية فيلمه «نسخة موثقة» وتفاعلت مع الرواية بصورة كبيرة وقال «كيارستمي» فيما بعد أن انفعال «بينوش» بالفيلم كان جزء كبير من الرواية حيث انه وبمعرفته عنها وعن أحاسيسها وعلاقتها مع أبناءها كان سبب في أتمام هذه الرواية. تأخر أنتاج الفيلم عدة مرات وكانت هناك مفاوضات ليقوم «روبرت دى نيور» ببطولة الفيلم ولكن تحدث المصادفة ويشاهد «كيارستمي» مغنى الأوبرا «وليام شيمل» وهو يؤدى دور «دون الفنسو» في الأوبرا الإيطالية «كوسي فان توتي» من أعمال موزارت ولم يكن لمغني الأوبرا هذا أي خبرة سينيمائية ولكن «كيارستمي» ايقن انه الممثل المناسب.
يبدأ التصوير يونيو 2008 في مواقع بمنطقة «توسكاني» وبعض مناطق أخرى بإيطاليا وأيضًا «كرواتيا». المعروف عن «عباس كيارستمي» أن ميزانية افلامه تكون قليلة ويعتمد على أبطال من غير محترفي التمثيل ومع هذا فلم يجد صعوبة تذكر في العمل في السينما الأوروبية.

## صدور الفيلم
كان أول ظهور للفيلم في مهرجان «كان» 2010 ودخل المنافسة وظهر في اليوم التالي في السينما الفرنسية وحسب موقع «الوسيني» حضر الفيلم أكثر من 240 ألف مشاهد في فرنسا.
الفيلم هو الأول للمخرج «عباس كيارستمي» خارج بلاده إيران ولهذا تم منع الفيلم من العرض في السينما الإيرانية لان المخرج لم يحصل على تصريح بالتصوير خارج بلاده.

## استقبال الفيلم
استقبل الفرنسيين الفيلم استقبال حافل ومنحه بعض المعلقيين درجة أربعة نجوم من خمسة. وأشاد موقع «الطماطم الفاسدة» باستقبال الفيلم من النقاد واعتبره البعض أفضل فيلم في عام 2011 وانه أقوى أعمال المخرج «عباس كيارستمي». وحصلت البطلة «جولييت بينوش» على جائزة أفضل ممثلة في مهرجان «كان» 2010

## وصلات خارجية
- مقالات تستعمل روابط فنية بلا صلة مع ويكي بيانات